# Nancy Pelosi
Nancy Patricia D'Alesandro Pelosi (født 26. marts 1940) er en amerikansk politiker. Hun var den 52. formand for Repræsentanternes Hus ("Speaker of the House"),  fra 3. januar 2019 til 3. januar 2023. Hun havde også embedet i perioden 2007-2011. Hun er den eneste kvinde, der har været formand for Repæsentanternes Hus, og var den kvinde i USA, der havde haft det højeste politiske embede i USA indtil 2021, hvor Kamala Harris blev indsat som vicepræsident.
Hun er vokset op i en politikerfamilie, idet både hendes far og en bror har været borgmestre i Baltimore, ligesom faderen var kongresmedlem.

## Politisk karriere
Pelosi var leder af demokraterne i Repræsentanternes Hus (2003-07). Efter det demokratiske parti vandt flertallet i Repræsentanternes Hus ved midtvejsvalget i 2006, blev hun som den første kvinde valgt til kammerets formand.
Pelosi er den første kvindelige leder af et større parti i et kammer i USAs Kongres. Hun har repræsenteret flere kongresdistrikter i Californien siden 1987. Først det 5. kongresdistrikt, derefter det 8. og i øjeblikket det 12.
I forbindelse med urolighederne ved kongresbygningen den 6. januar 2021 indledte hun, på vegne af demokraterne og støttet af 10 republikanere i Repræsentanternes Hus, en rigsretssag mod Donald Trump, hvor han sigtes for at tilskynde til oprør. De formelle anklager blev præsenteret af i Repræsentanternes Hus 11. januar. Anklageskriftet skal formelt overgives til Senatet, som afgør skyldsspørgsmålet. Det kræver 2/3 flertal at opnå en skyldig - kendelse.